# Corne de Sorebois
Corne de Sorebois är en bergstopp i Schweiz.   Den ligger i distriktet Sierre och kantonen Valais, i den södra delen av landet, 90 km söder om huvudstaden Bern. Toppen på Corne de Sorebois är 2 896 meter över havet, eller 134 meter över den omgivande terrängen. Bredden vid basen är 0,78 km.
Terrängen runt Corne de Sorebois är huvudsakligen mycket bergig. Närmaste större samhälle är Sierre, 16,1 km norr om Corne de Sorebois. 
Trakten runt Corne de Sorebois består i huvudsak av gräsmarker. Runt Corne de Sorebois är det glesbefolkat, med 8 invånare per kvadratkilometer.